# دموکراسی در تاریکی می‌میرد

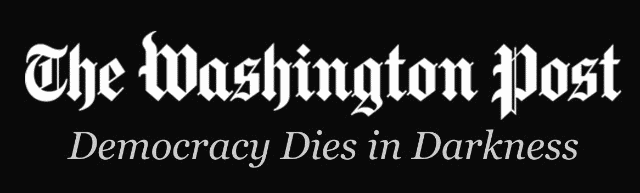
شعار همانگونه که در وبگاه واشینگتن پست نمایش داده می‌شود.

«دموکراسی در تاریکی می‌میرد» (انگلیسی: Democracy Dies in Darkness) شعار تبلیغاتی روزنامه آمریکایی واشینگتن پست است که در سال ۲۰۱۷ به تصویب رسید. این شعار در ۲۲ فوریه ۲۰۱۷ در وبگاه روزنامه معرفی شد و یک هفته بعد به نسخه‌های چاپی اضافه شد. این شعار پس از اعلام خود واکنش‌های مثبت و منفی قابل توجهی را از سوی دیگر سازمان‌های خبری و چهره‌های مختلف رسانه‌ای در پی داشت.

## تاریخچه

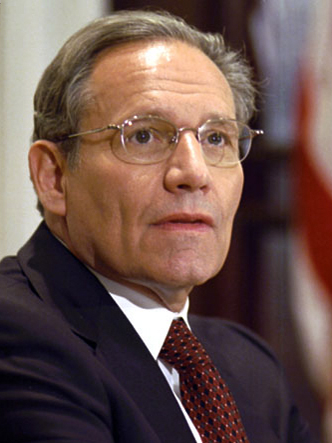
باب وودوارد به این عبارت عمومیت بخشید.

واشینگتن پست قبل از اینکه این شعار را در وبگاه خود زیر عنوان روزنامه اضافه کند، برای اولین بار آن را از طریق اسنپ‌چت در ۱۷ فوریه ۲۰۱۷، زمانی که پلتفرم اسنپ‌چت دیسکاور خود را که برای دسترسی به خوانندگان جوانتر طراحی شده بود راه‌اندازی کند، معرفی کرد. شانی جورج، مدیر روابط عمومی روزنامه گفت که این عبارت سال‌ها قبل از پذیرش رسمی در داخل شرکت استفاده می‌شد.